# St. Augustine (Florida)
St. Augustine (spanisch San Agustín) ist eine Stadt und zudem der County Seat des St. Johns County im US-Bundesstaat Florida mit 14.329 Einwohnern (Stand: Volkszählung 2020).
St. Augustine ist die älteste durchgehend besiedelte, von Europäern gegründete Stadt der USA. Sie verfügt über ein unzerstörtes Stadtbild sowie zahlreiche Einzelbauten der Spanischen Kolonialstils der Kolonialarchitektur in Nordamerika.

## Geographie
St. Augustine grenzt im Südosten an die Stadt St. Augustine Beach und liegt am Matanzas River, der ein Teil des Intracoastal Waterway ist, in unmittelbarer Nähe der Atlantikküste. Die Stadt befindet sich rund 30 km südöstlich von Jacksonville.

## Geschichte
St. Augustine wurde von dem spanischen Admiral Pedro Menéndez de Avilés am 28. August 1565 gegründet, dem Gedenktag des Heiligen Augustinus von Hippo, nach dem die neue Siedlung San Agustín genannt wurde. Bereits vorher gegründete Siedlungen, zum Beispiel die ursprüngliche Kolonie in Pensacola im Westen Floridas (1559–1561) und Fort Caroline, das heutige Jacksonville (bis 1564) wurden wieder aufgegeben. Somit ist St. Augustine die älteste Stadt der kontinentalen USA. Eine katholische Messe in St. Augustine war der erste christliche Gottesdienst in einer dauerhaften Siedlung auf dem Gebiet der heutigen USA. Der 1566 geborene Martin de Arguelles war das erste Kind europäischer Abstammung, das auf dem Festland der heutigen USA geboren wurde. 21 Jahre später wurden die englischen Siedlungen  Roanoke Colony auf Roanoke Island, North Carolina, und Virginia Colony gegründet, 42 Jahre später wurden die erfolgreichen Siedlungen in Santa Fe, New Mexico, und Jamestown, Virginia, gegründet.
1586 wurde St. Augustine von Sir Francis Drake angegriffen und niedergebrannt. 1668 wurde die Stadt von Piraten geplündert, dabei wurden die meisten Bewohner getötet. 1702 und 1740 wurde St. Augustine erfolglos von britischen Streitkräften aus den neuen Kolonien im heutigen North Carolina, South Carolina und Georgia angegriffen. Letzterer Angriff war der gefährlichere, bei dem sich James Oglethorpe aus Georgia und Ahaya, der Kuhhirte, Häuptling der Alachua-Gruppe der Seminolen, verbündeten und die Stadt belagerten.
Ab 1565 wurde die Stadt von neun nacheinander aus Holz gebauten Forts verteidigt. Nach einem Angriff im Jahr 1668 entschied das spanische Königshaus, eine stärkere Befestigungsanlage zum Schutz der Stadt zu errichten. Im Oktober 1672 begannen die Bauarbeiten des heutigen Castillo de San Marcos.
1740 unternahmen die Briten im Rahmen des War of Jenkins’ Ear einen Angriff auf St. Augustine. Sie wollten in erster Linie verhindern, dass weiter Sklaven aus South Carolina dorthin flüchten konnten. In den Jahren zuvor waren zahlreiche Sklaven in das spanische Gebiet geflohen, wo sie als freie Menschen leben konnten. Als Vorposten war vor St. Augustine Fort Mose, die erste Siedlung freier Schwarzer in Nordamerika, errichtet worden. Die dortige Miliz wurde vom ehemaligen britischen Sklaven Francisco Menéndez befehligt. Als die Briten herandrückten, wurde es evakuiert. In der Folge belagerten die Engländer die Festung San Marcos. Bei einem Ausfall gelang es den Spaniern, Fort Mose wieder in ihre Gewalt zu bringen, worauf sich die Engländer zurückzogen.
1763 beendete der Pariser Frieden den Franzosen- und Indianerkrieg und sprach Florida und damit auch St. Augustine den Briten zu, nachdem sie es nicht geschafft hatten, es gewaltsam zu erobern. Nun unter britischer Herrschaft war St. Augustine während des Amerikanischen Unabhängigkeitskrieges eine der britischen Krone treue Kolonie. Durch den Frieden von Paris (1783) wurden die Kolonien nördlich von Florida unabhängig, während Florida wieder den Spaniern zugesprochen wurde.
Zwischen 1784 und 1821 war St. Augustine wieder in spanischer Hand. Spanien selbst war zwischen 1808 und 1814 von Napoleon besetzt und musste um seine Kolonien bangen. Florida hatte für Spanien nicht mehr die frühere Bedeutung, im Gegensatz zu den expandierenden Vereinigten Staaten, denen Florida außerordentlich wichtig war. 1821 wurden die spanischen Kolonien in Florida, und damit auch St. Augustine, mit dem Adams-Onís-Vertrag friedlich an die Vereinigten Staaten übergeben.
Florida war zunächst ein Territorium der Vereinigten Staaten, bis es 1845 ein Bundesstaat wurde. 1861 brach der Sezessionskrieg aus. Florida trat aus der Union aus und trat der Konföderation bei. Schon vorher, am 7. Januar 1861, hatten staatliche Truppen das mit einer Garnison der Union besetzte Fort in St. Augustine eingenommen. Am 11. März 1862 hatten Unionstruppen die Stadt zurückerobert, sie behielten auch für die restlichen Kriegsjahre die Kontrolle über die Stadt. 1865 trat Florida wieder den Vereinigten Staaten bei.
Zahlreiche Gebäude aus der Zeit als spanische Kolonie sind heute noch in der Stadt zu finden, darunter die zwischen 1672 und 1695 erbaute Festung Castillo de San Marcos. Sie konnte im 18. Jahrhundert erfolgreich gegen die britischen Angriffe verteidigt werden und wurde während des Sezessionskrieges von Unionstruppen besetzt. Später wurde der Indianerhäuptling Osceola dort interniert.
Ende des 19. Jahrhunderts bekam St. Augustine einen Eisenbahnanschluss. Angeführt von dem Industriellen Henry Flagler wurde die Stadt zu einem Winterwohnsitz der reichen Oberschicht. Mehrere der in dieser Zeit errichteten Villen und Hotels stehen heute noch und werden unter anderem vom Flagler College und von Museen genutzt. Flagler war am weiteren Ausbau der Ostküste Floridas maßgeblich beteiligt, zum Beispiel erbaute er die Florida East Coast Railway, die 1912 schließlich Key West erreichte.
Wegen seiner gut erhaltenen Architektur aus der Zeit der spanischen Kolonialisierung und dem 19. Jahrhundert wird St. Augustine heute von zahlreichen Touristen besucht. 2001 und 2015 besuchten die spanischen Könige Juan Carlos I. bzw. Felipe VI. mit ihren Königinnen die Stadt anlässlich ihrer Staatsbesuche in den USA und zeigten sich auf dem Balkon des Government House dem Volk.
1938 wurde südlich der Stadt der Themenpark Marineland eröffnet.

## Demographische Daten
Laut der Volkszählung 2010 verteilten sich die damaligen 12.975 Einwohner auf 6.978 Haushalte. Die Bevölkerungsdichte lag bei 597,9 Einw./km². 84,2 % der Bevölkerung bezeichneten sich als Weiße, 11,6 % als Afroamerikaner, 0,4 % als Indianer und 1,2 % als Asian Americans. 0,9 % gaben die Angehörigkeit zu einer anderen Ethnie und 1,6 % zu mehreren Ethnien an. 5,1 % der Bevölkerung bestand aus Hispanics oder Latinos.
Im Jahr 2010 lebten in 17,3 % aller Haushalte Kinder unter 18 Jahren sowie 30,6 % aller Haushalte Personen mit mindestens 65 Jahren. 46,6 % der Haushalte waren Familienhaushalte (bestehend aus verheirateten Paaren mit oder ohne Nachkommen bzw. einem Elternteil mit Nachkomme). Die durchschnittliche Größe eines Haushalts lag bei 2,03 Personen und die durchschnittliche Familiengröße bei 2,67 Personen.
20,0 % der Bevölkerung waren jünger als 20 Jahre, 27,7 % waren 20 bis 39 Jahre alt, 26,0 % waren 40 bis 59 Jahre alt und 26,4 % waren mindestens 60 Jahre alt. Das mittlere Alter betrug 43 Jahre. 46,9 % der Bevölkerung waren männlich und 53,1 % weiblich.
Das durchschnittliche Jahreseinkommen lag bei 38.325 $, dabei lebten 22,0 % der Bevölkerung unter der Armutsgrenze.
Im Jahr 2000 war englisch die Muttersprache von 93,68 % der Bevölkerung, spanisch sprachen 3,37 % und 2,95 % hatten eine andere Muttersprache.

## Sehenswürdigkeiten

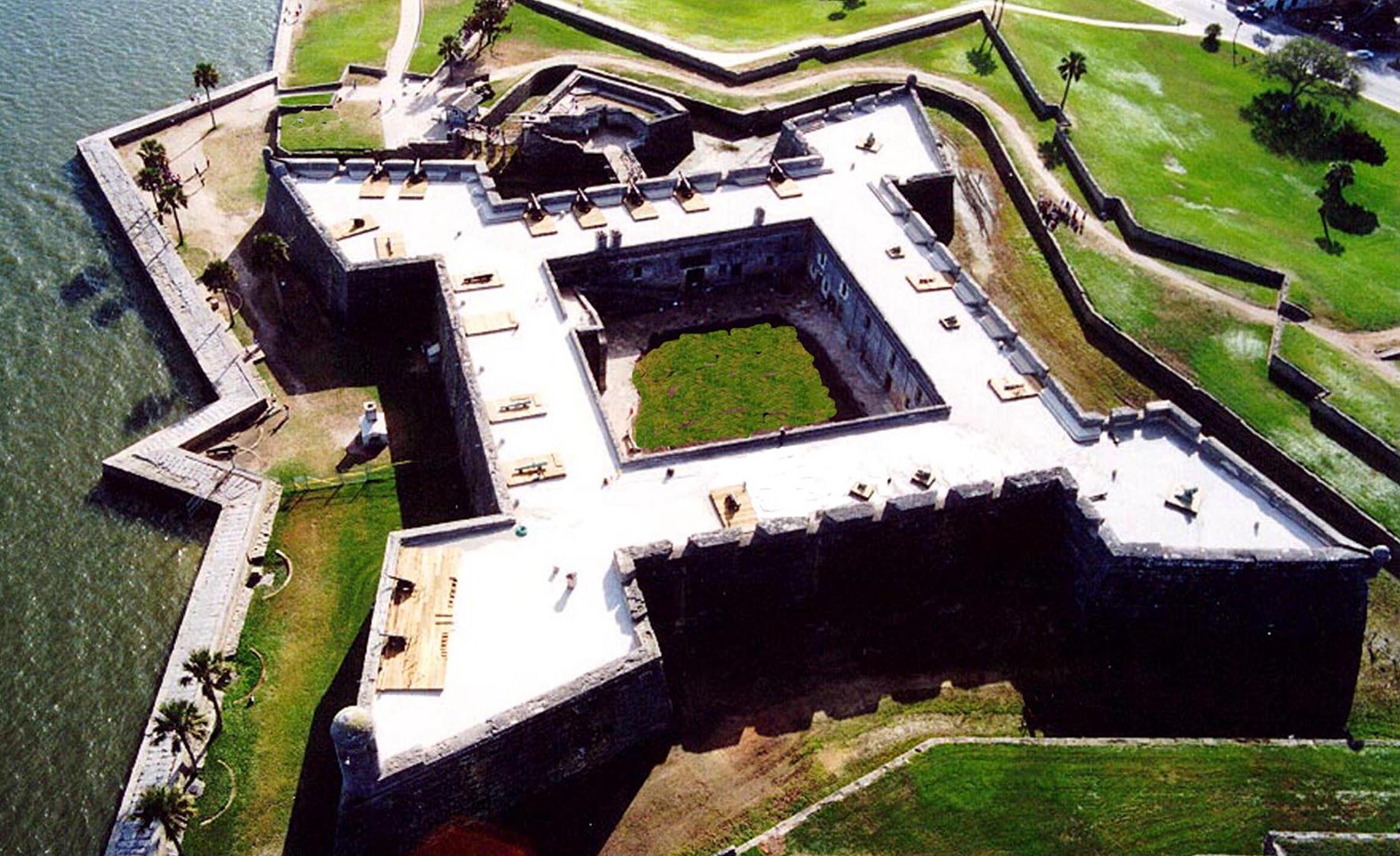
Castillo de San Marcos

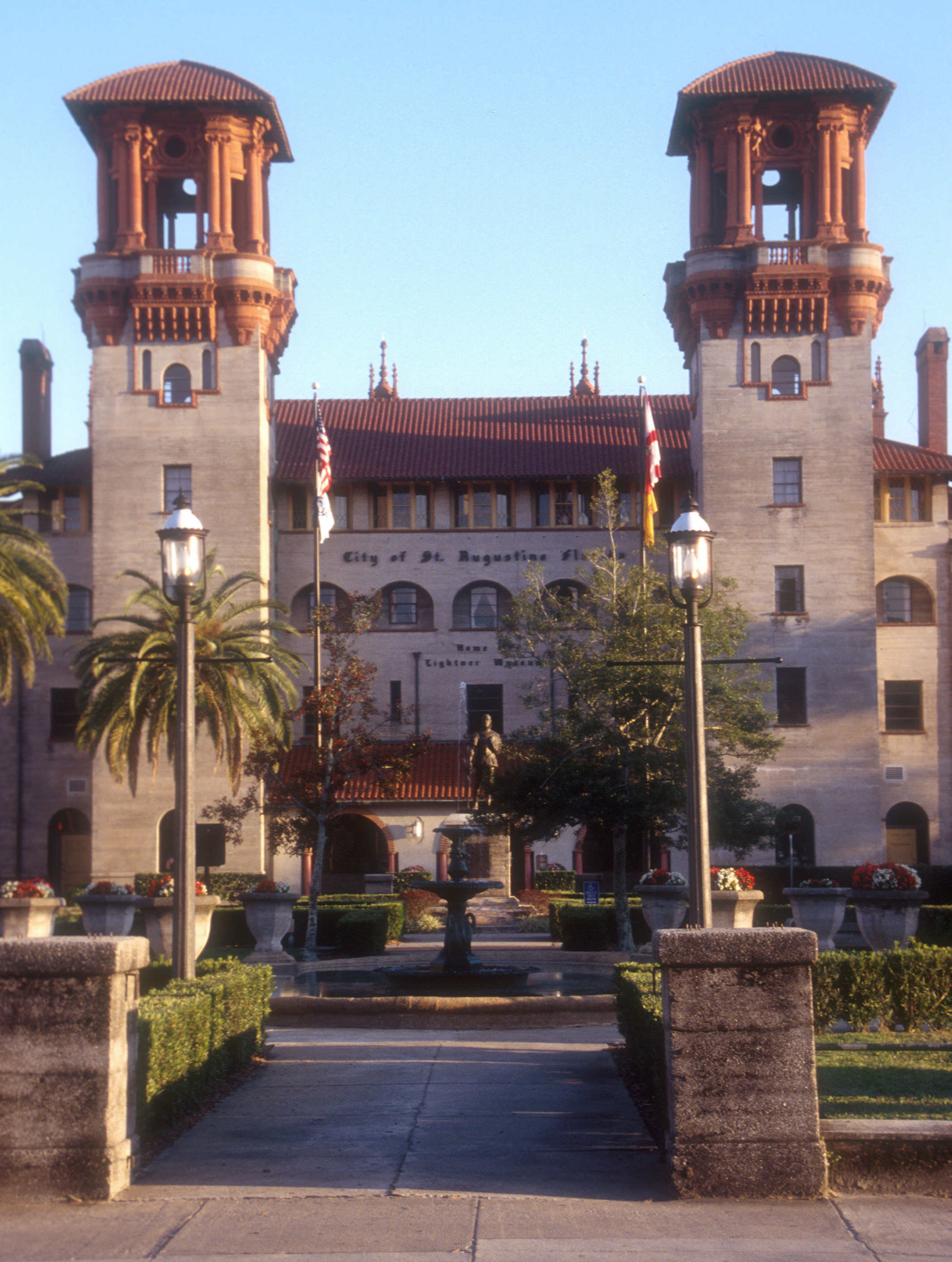
Lightner Museum und City Hall

- St. Augustine Alligator Farm Zoological Park
- Anastasia State Park, ein Naturpark
- Bridge of Lions, eine Klappbrücke aus den 1920er Jahren
- Casa Monica Hotel, ein historisches Hotel von 1888
- Castillo de San Marcos National Monument
- Kathedrale von St. Augustine, gebaut 1793–1797
- City Gates
- Flagler College, Teile davon befinden sich im ehemaligen Ponce de León Hotel
- Fort Matanzas National Monument, ein spanisches Fort von 1740
- Florida School for the Deaf and Blind, eine 1885 gegründete Hör- und Sehbehindertenschule
- Fort Mose Historic State Park, die erste freie Siedlung von Afroamerikanern auf dem Gebiet der heutigen USA
- Fountain of Youth
- Gonzalez-Alvarez House, das älteste Haus (heute Museum)
- Government House, 1706 als Sitz der Gouverneure erbaut
- Grace United Methodist Church, 1886–1887 von Henry Flagler erbaut
- Lightner Museum, im ehemaligen Hotel Alcazar
- Colonial Spanish Quarter Living History Museum
- Old St. Johns County Jail, ein historisches Gefängnis
- das älteste hölzerne Schulgebäude der USA
- Ponce de León Hotel
- Potters Wax Museum
- Ripley’s Believe It or Not! Museum
- St. Augustine Lighthouse, ein Leuchtturm aus dem Jahr 1874 mit angeschlossenem Museum
- St. George Street
- Trinity Episcopal Church
- World Golf Hall of Fame & IMAX Theater at World Golf Village
- Villa Zorayda, ein Nachbau der Alhambra, den der Millionär Franklin Smith im Jahr 1883 auf seinem Grundstück errichten ließ

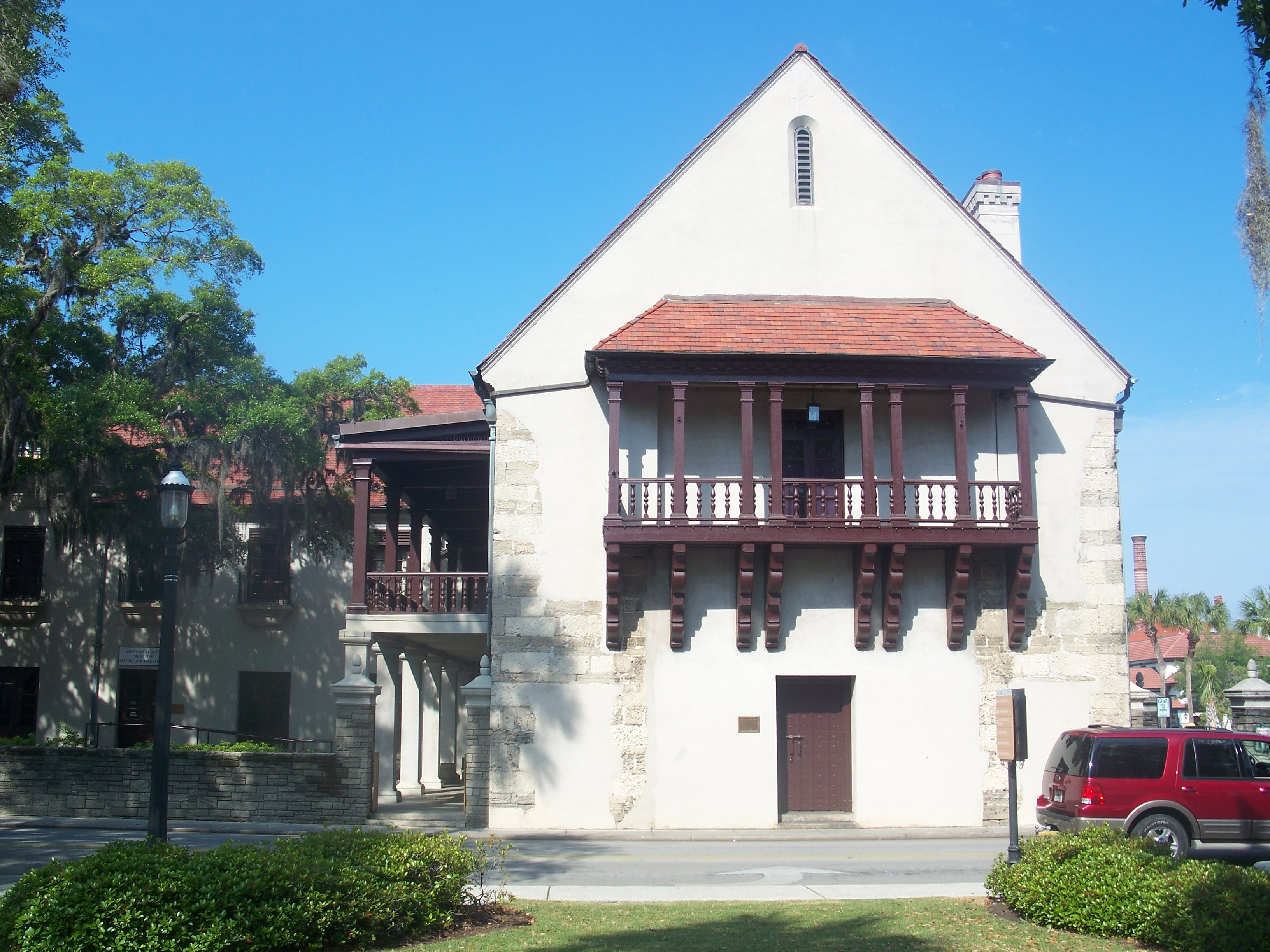
Government House, ab 1710 Residenz des spanischen Gouverneurs
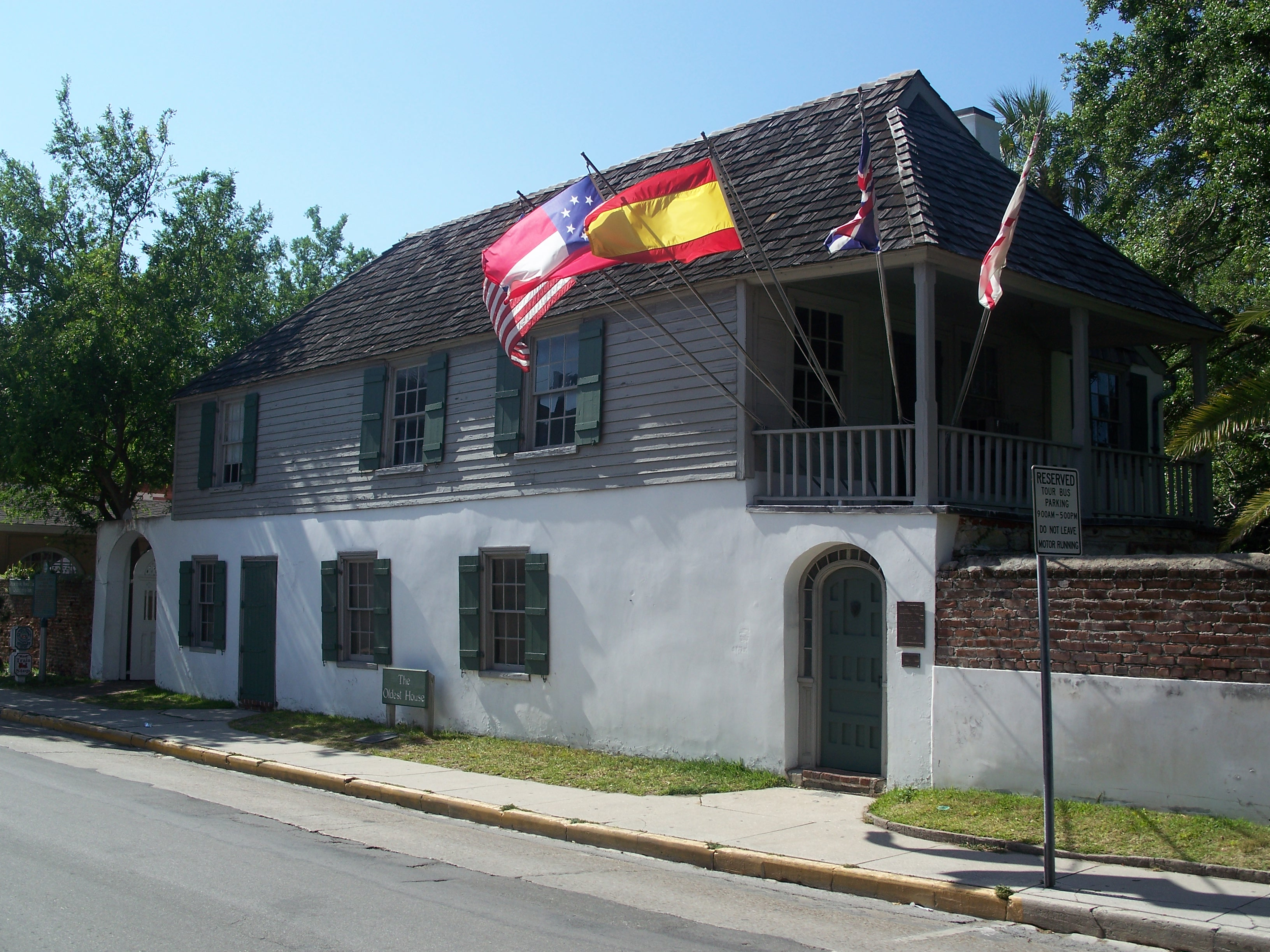
González–Alvarez House (von 1723)
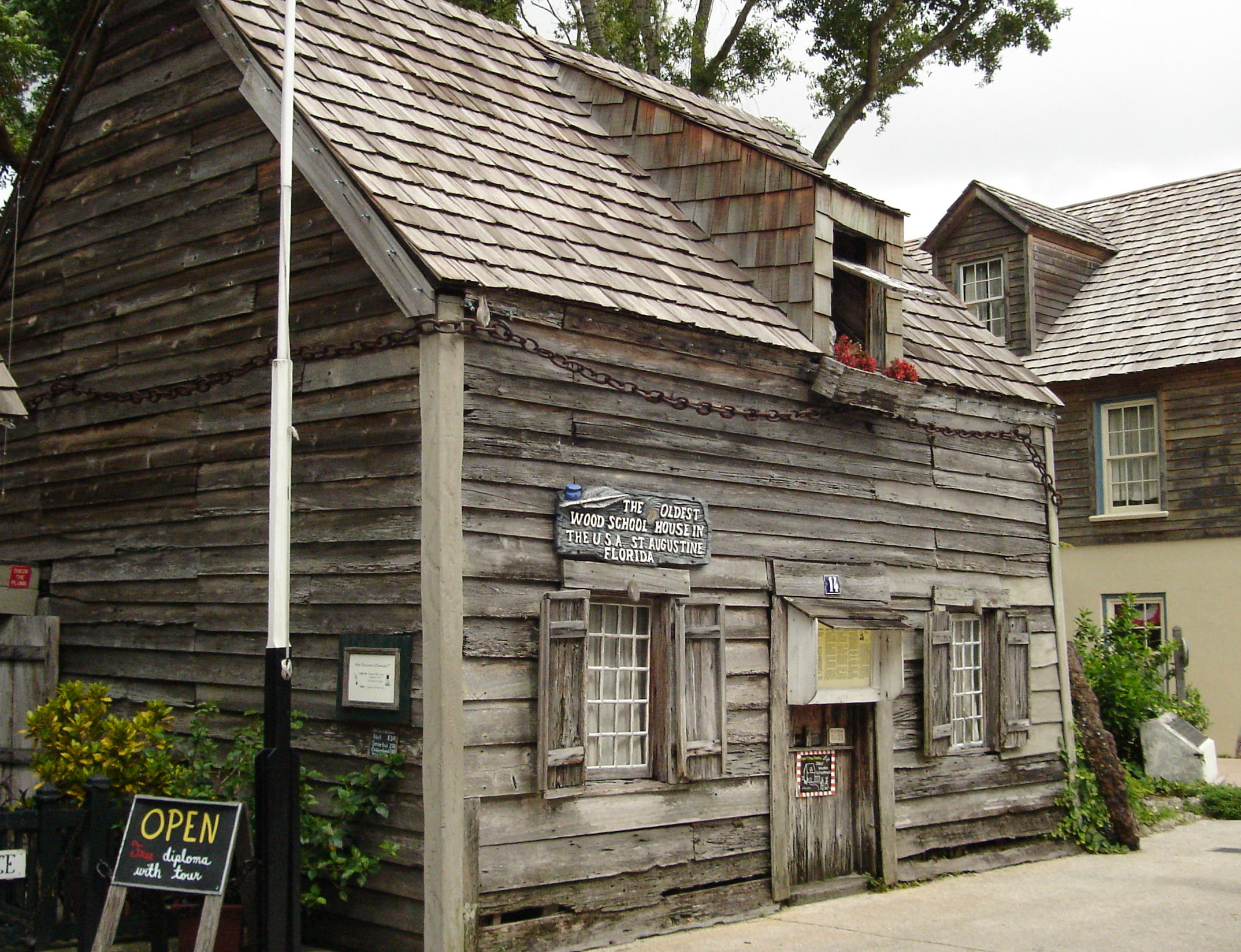
Ältestes hölzernes Schulgebäude in USA (1716 erstmals erwähnt)
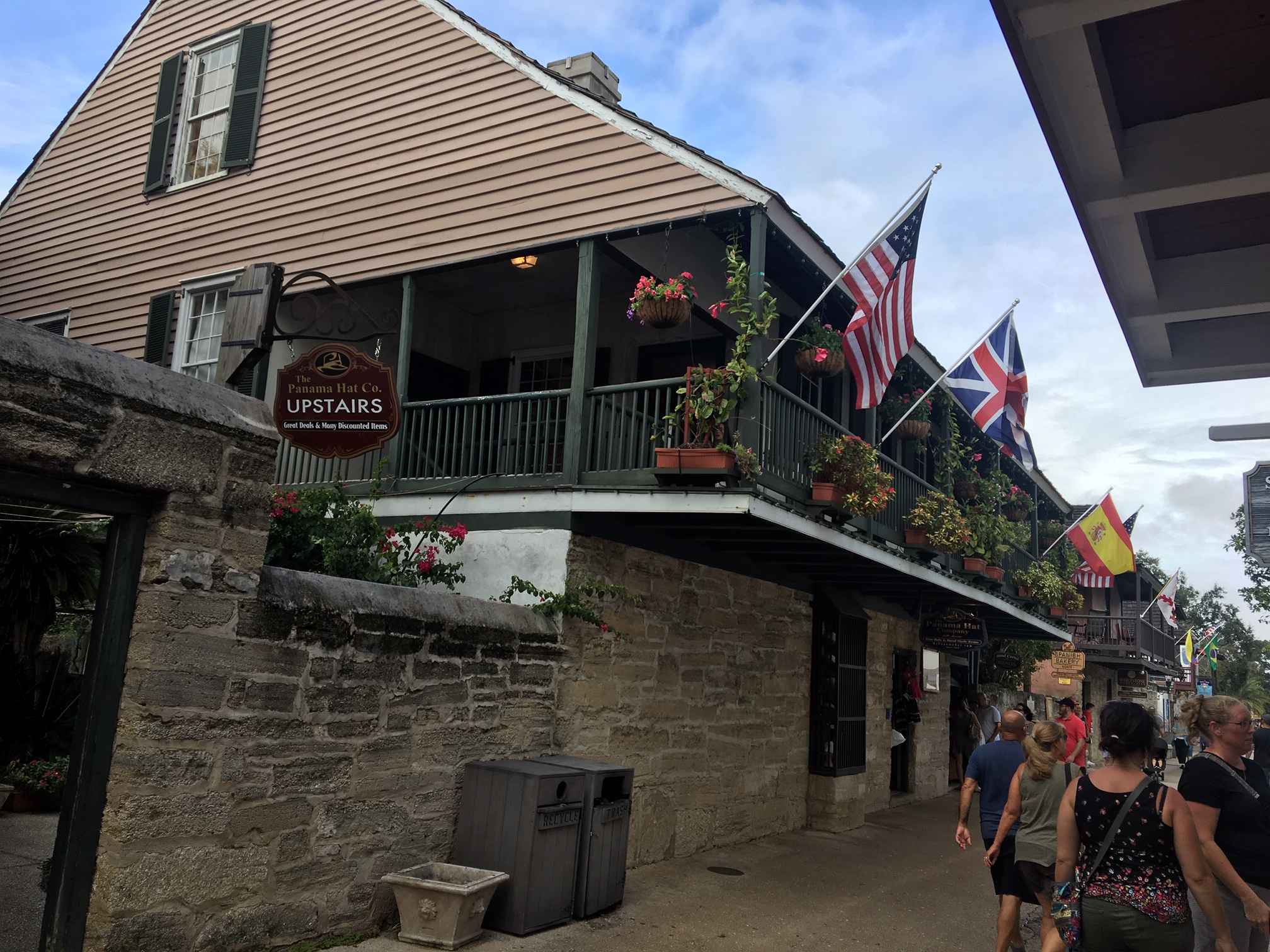
Don Raimundo Arrivas House (um 1725)
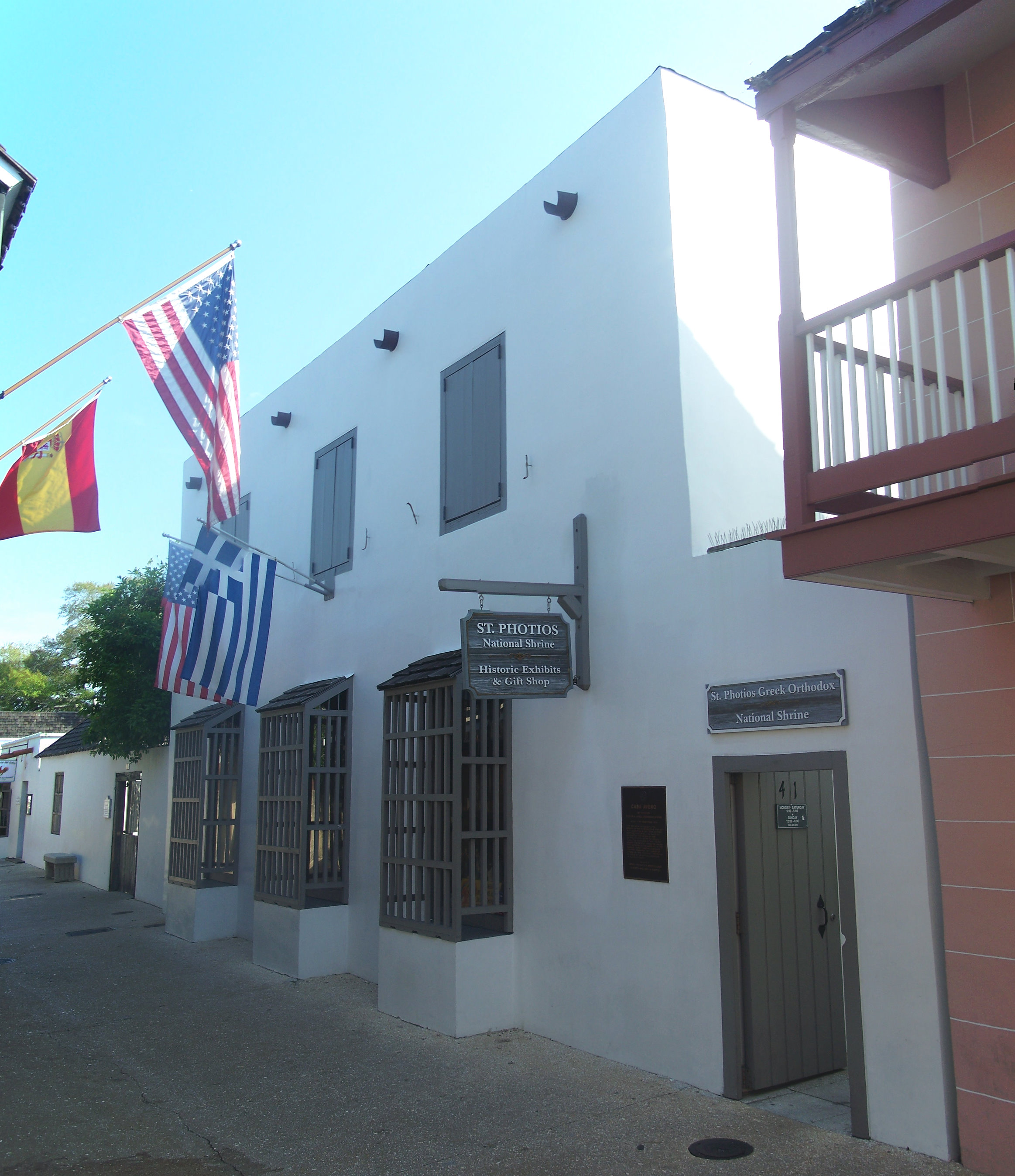
Avero House (um 1749)
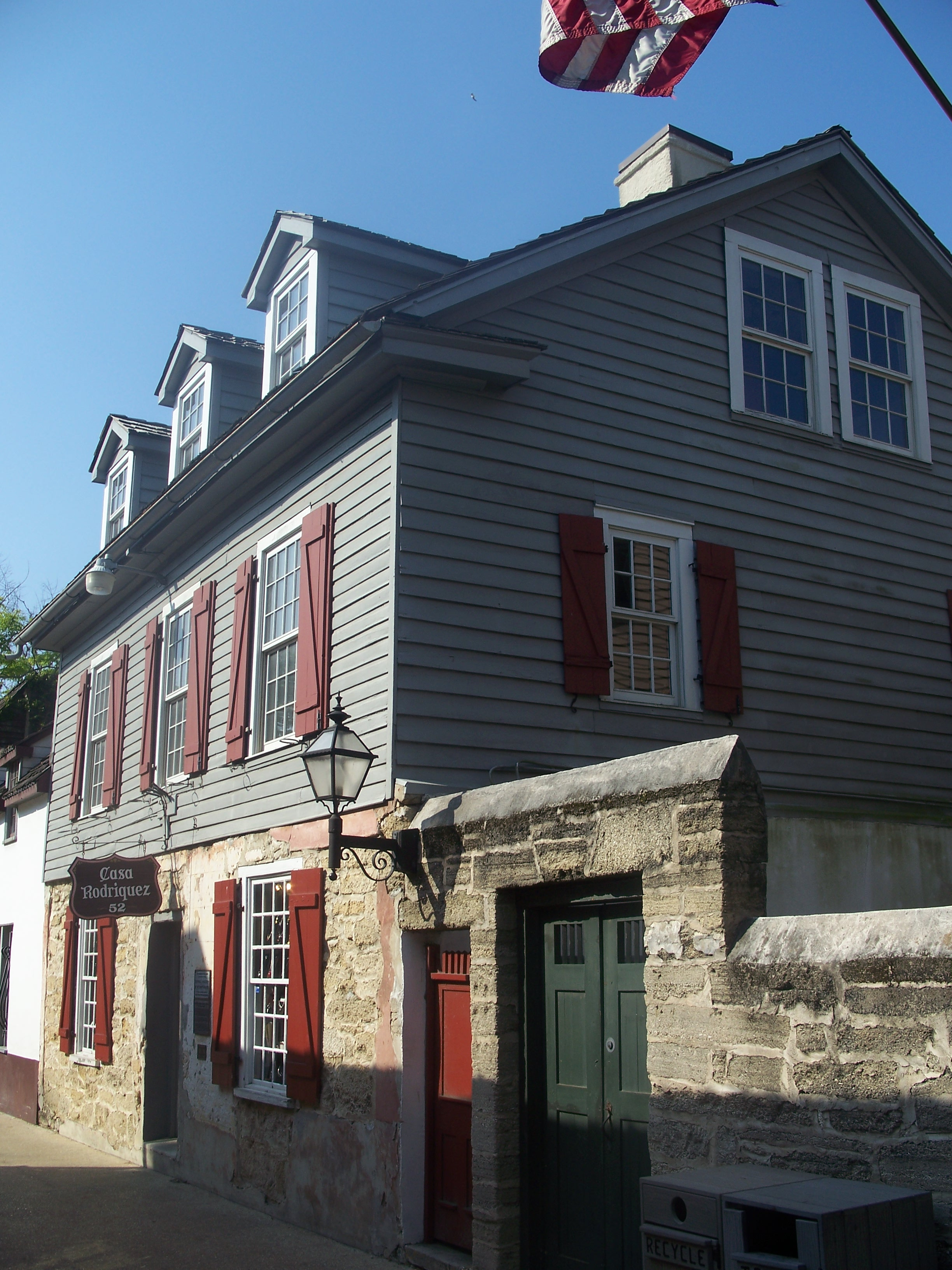
Rodriguez-Avero-Sanchez House (von 1762)
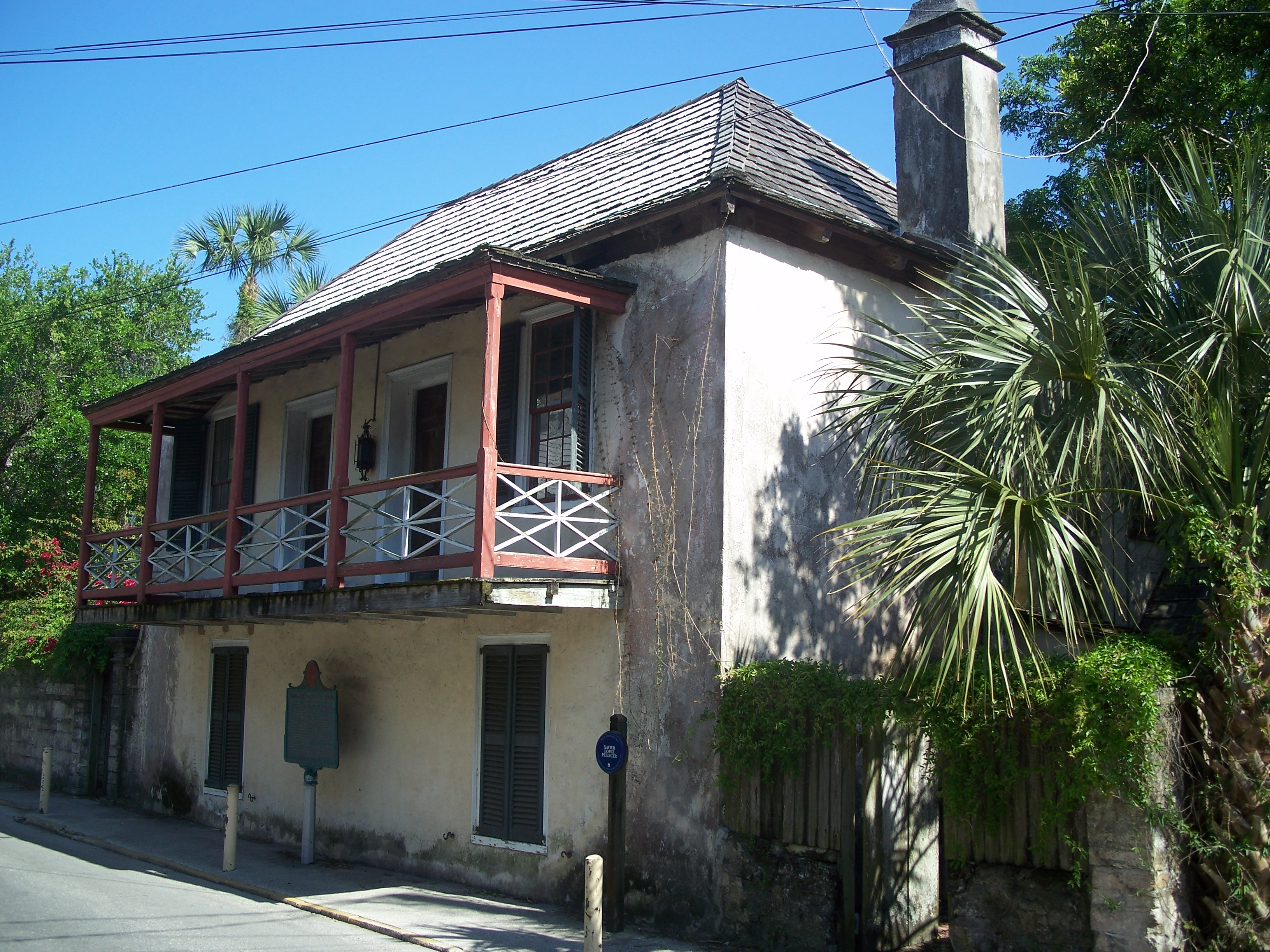
Llambias House (vor 1763)
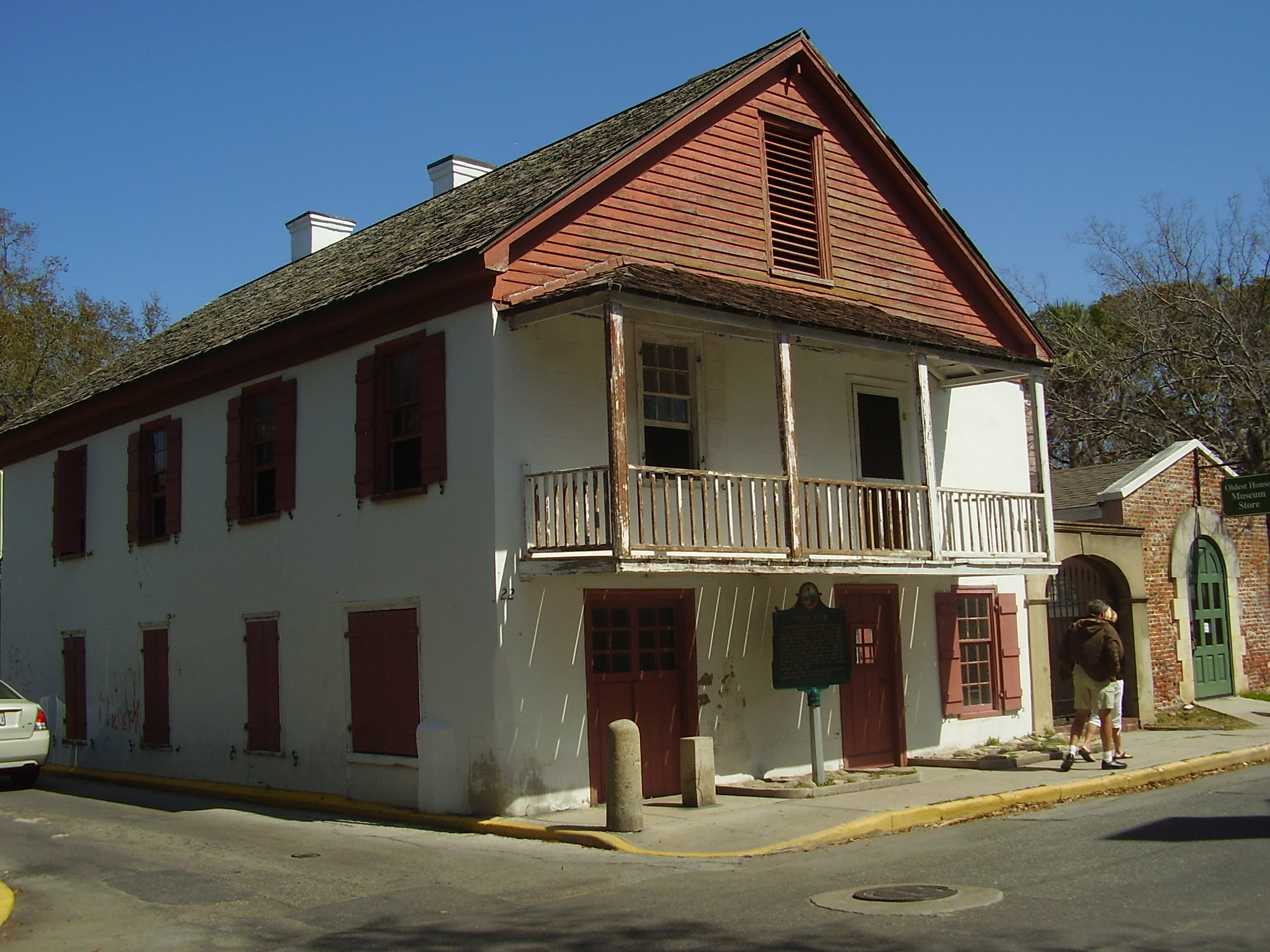
Tovar House (vor 1764)
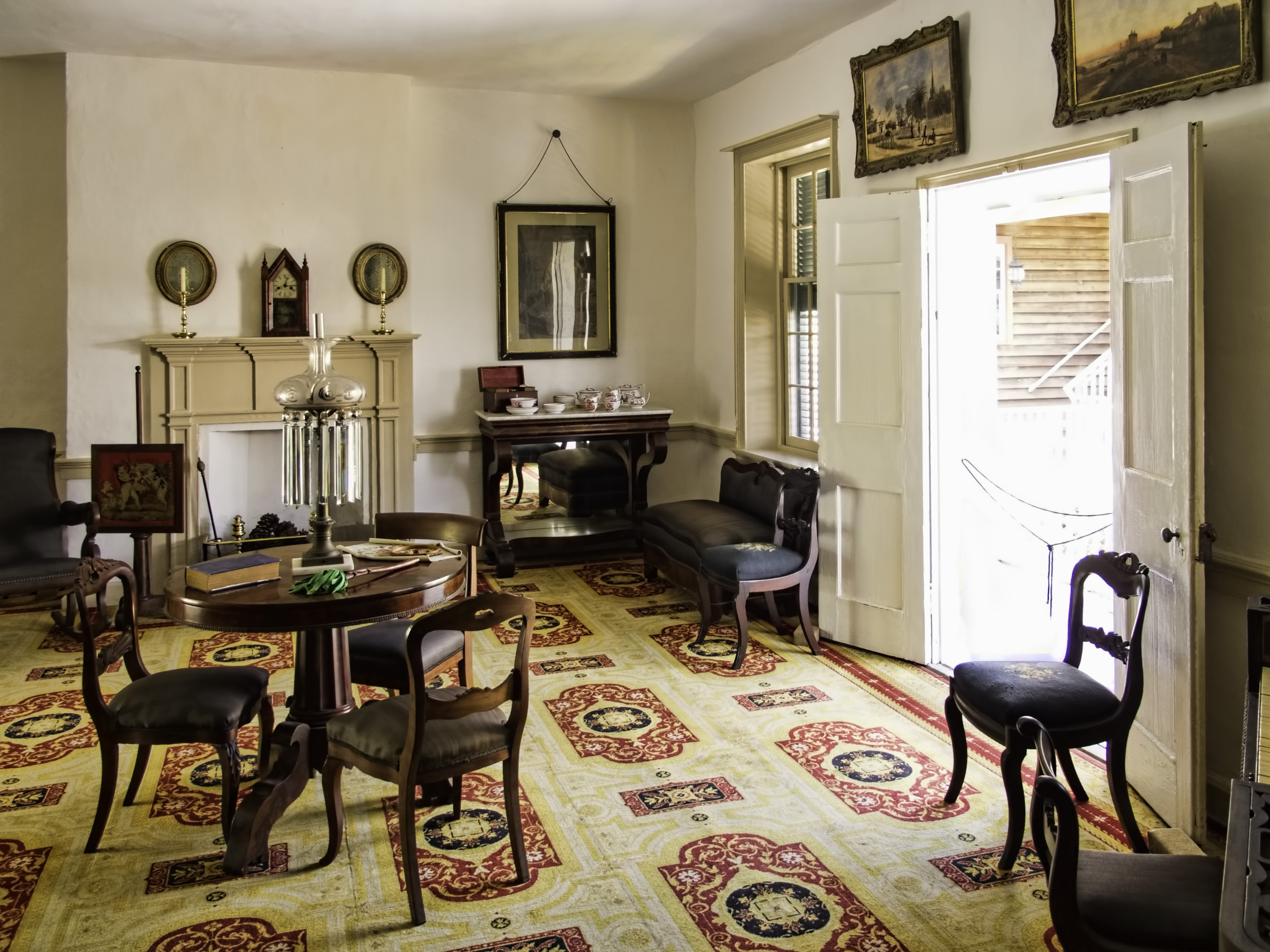
Innenraum im Ximenez-Fatio House
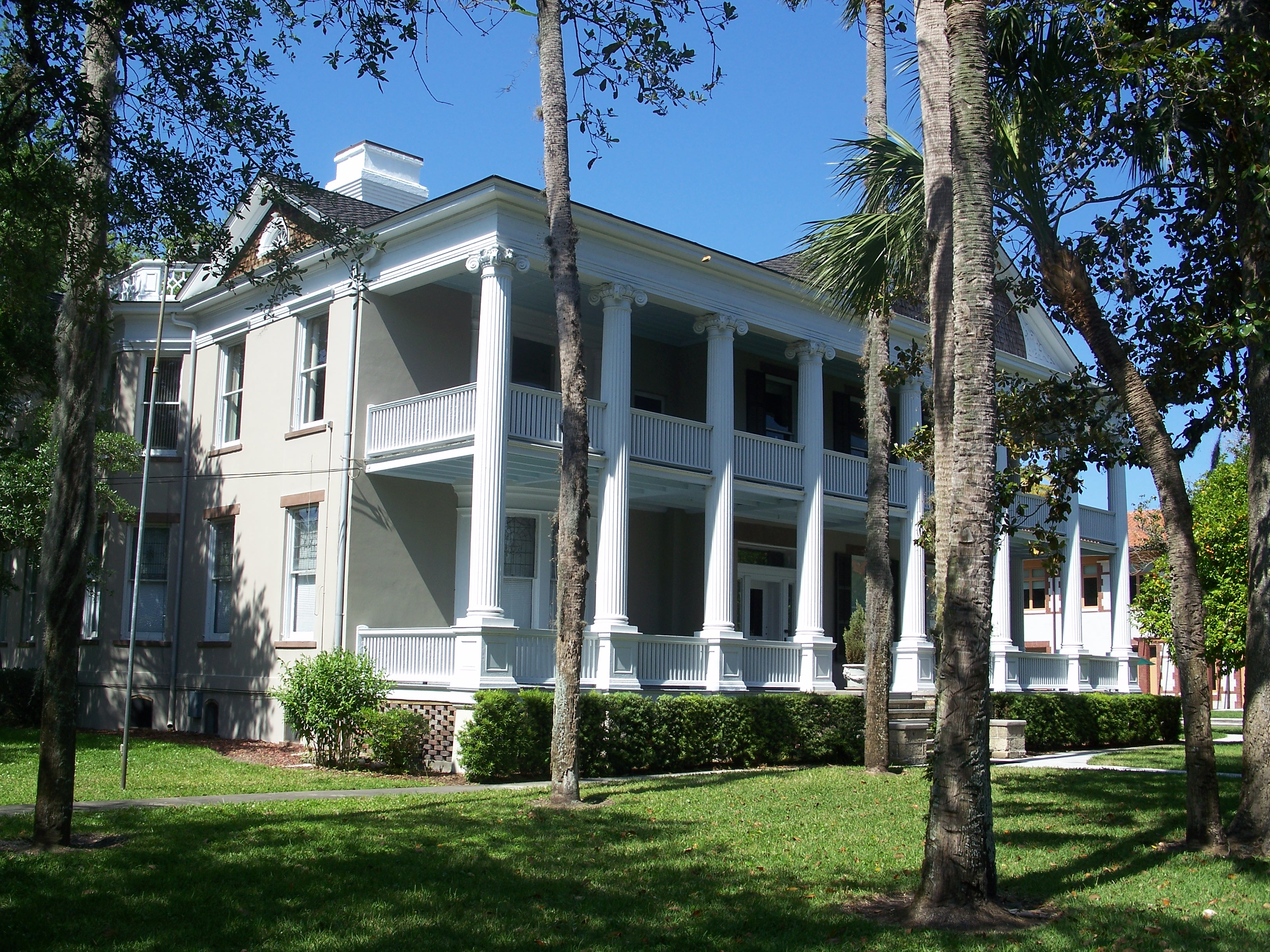
Markland oder Andrew Anderson House (1839)
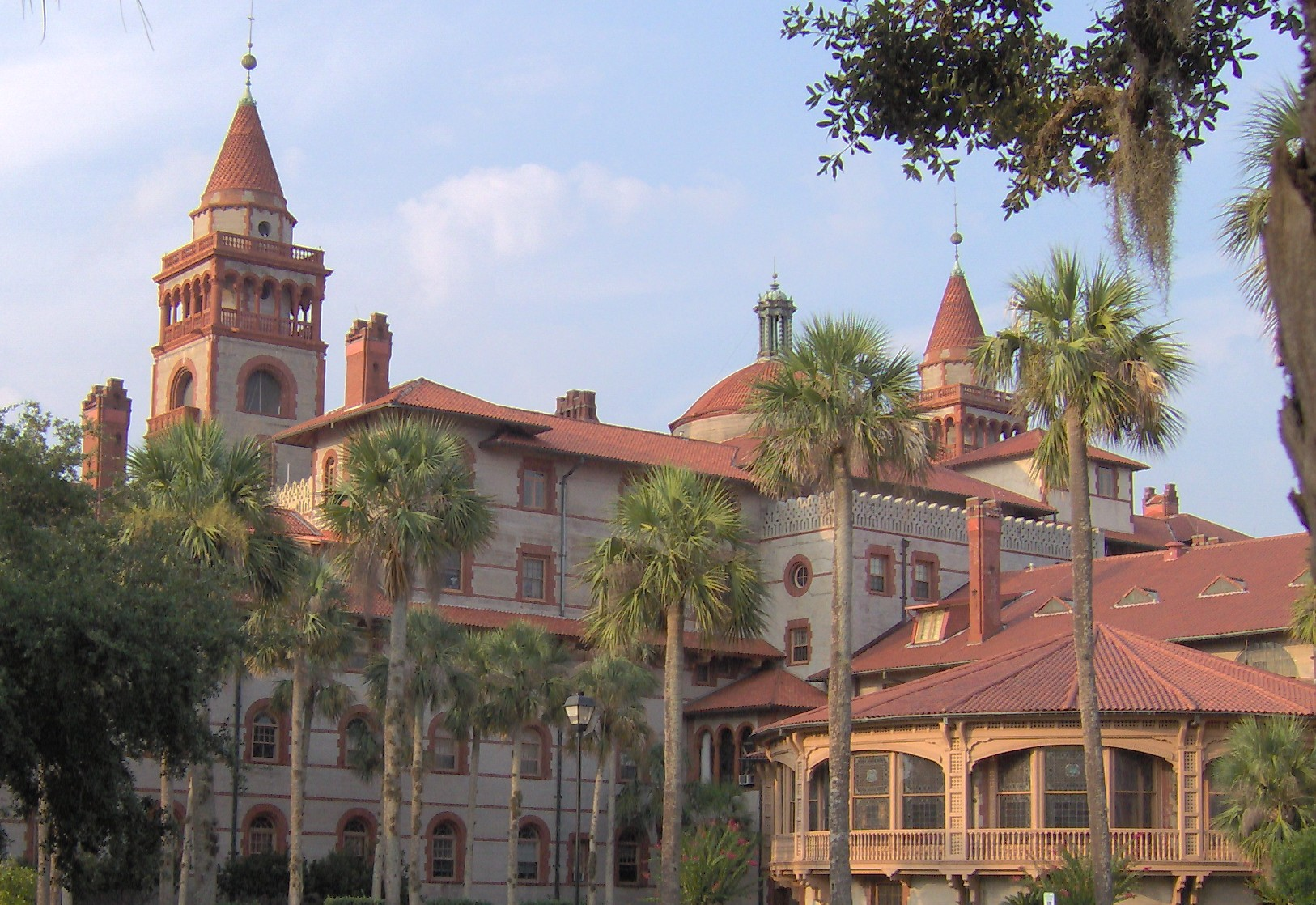
Flagler College
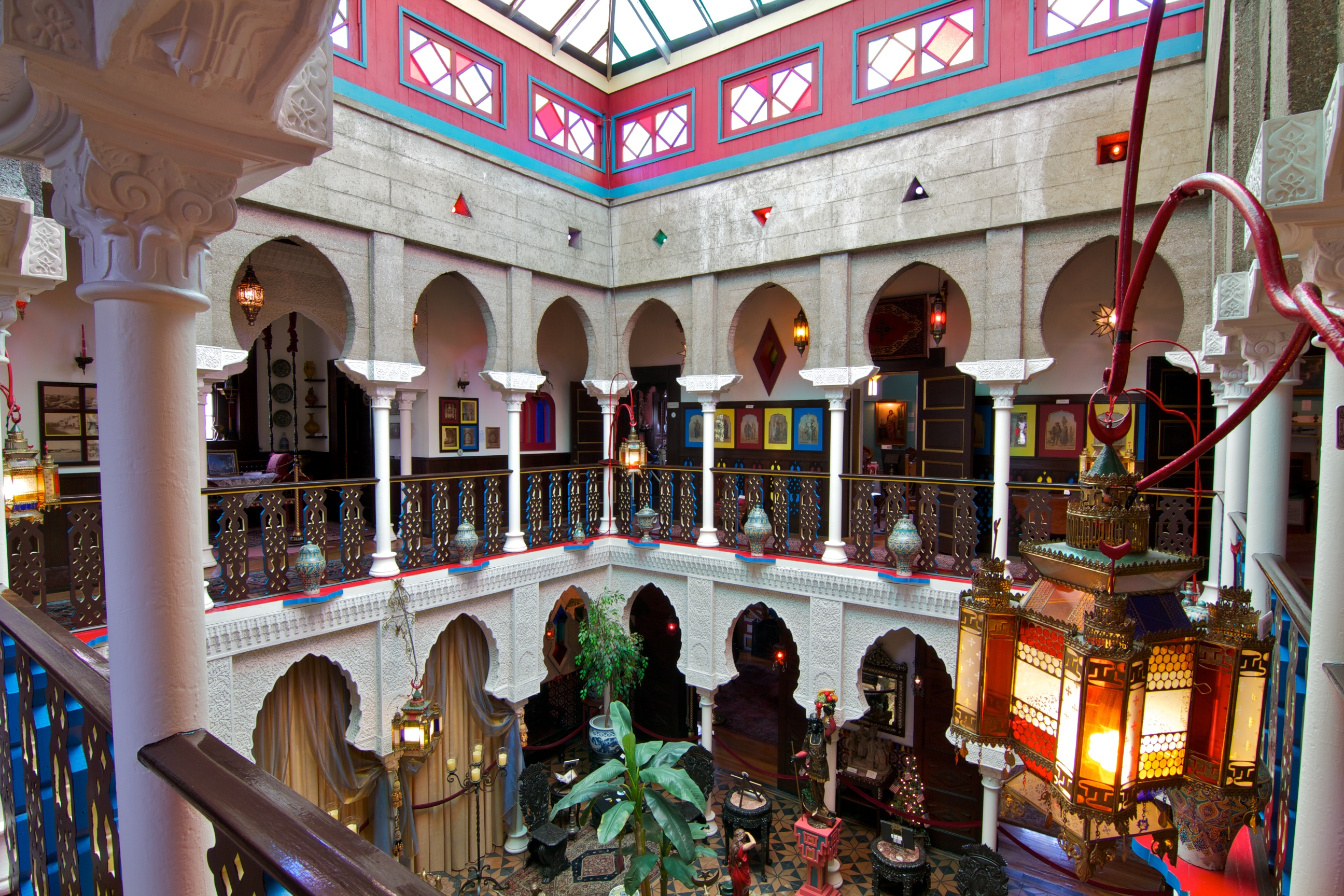
Innenhof der Villa Zorayda (1883)

## Verkehr
Durch das Stadtgebiet verlaufen der U.S. Highway 1 (SR 5) sowie die Florida State Roads A1A, 207 und 312. In der Nähe verläuft die Interstate 95 an der Stadt vorbei. Die Stadt wird von der Güterbahnstrecke der Florida East Coast Railway passiert. Die nächsten Flughäfen sind der Northeast Florida Regional Airport (national, grenzt direkt an die Stadt) und der Jacksonville International Airport (80 km nördlich).

## Kriminalität
Die Kriminalitätsrate lag im Jahr 2013 mit 375 Punkten (US-Durchschnitt: 295 Punkte) im durchschnittlichen Bereich. Es gab sechs Vergewaltigungen, 19 Raubüberfälle, 74 Körperverletzungen, 91 Einbrüche, 703 Diebstähle, 32 Autodiebstähle und eine Brandstiftung.

## Sonstiges
Seit 1998 ist die World Golf Hall of Fame, die Ruhmeshalle des Golfsports, in St. Augustine beheimatet.

## Städtepartnerschaften
Partnerstädte und Regionen der Stadt sind:
- Avilés, Spanien
- Santo Domingo, Dominikanische Republik
- Cartagena, Kolumbien
- Menorca, Spanien

## Persönlichkeiten, die in der Stadt gelebt haben
- Jim Albrecht, langjähriger Turnierdirektor der World Series Of Poker
- Stephen Vincent Benét (1827–1891), General der United States Army
- Richard Boone (1917–1981), Schauspieler
- Ray Charles (1930–2004), Musiker
- Juan Ponce de León (um 1460–1521), spanischer Conquistador
- Henry Morrison Flagler (1830–1913), Industrieller
- Lindy Infante (1940–2015), Football-Trainer
- Stetson Kennedy (1916–2011), Schriftsteller
- Scott Lagasse jr. (* 1981), NASCAR-Rennfahrer
- Dominic Manucy (1823–1885), katholischer Geistlicher, Apostolischer Vikar von Brownsville
- Johnny Mize (1913–1993), Baseballspieler
- Debby Moore (1925–2017), Jazzsängerin
- Napoléon Achille Murat (1801–1847), Neffe von Napoleon Bonaparte
- Osceola (1804–1838), Häuptling der Seminolen-Indianer (Gefangener im Fort Marion, heute Castillo de San Marcos)
- Scott Player (* 1969), Footballspieler
- Tom Petty (1950–2017), Musiker
- Marjorie Kinnan Rawlings (1896–1953), Schriftstellerin
- Edmund Kirby Smith (1824–1893), General des konföderierten Heeres im Sezessionskrieg
- Steve Spurrier (* 1945), Footballspieler und -trainer
- Sydney LaFaire (* 1987), in Deutschland lebendes Model
- Patty Wagstaff (* 1951), Kunstflugpilotin